# Любославский, Геннадий Андреевич
Генна́дий Андре́евич Любосла́вский (1860, Кинешма — 1915) — русский метеоролог, физик.

## Биография
Первоначальное образование получил в Костромском духовном училище, после окончания которого поступил в духовную семинарию. В 1878 году поступил на физико-математический факультет Санкт-Петербургского университета. После окончания курса в 1882 году со степенью кандидата продолжал заниматься в физической лаборатории университета.
В 1884 году занял место ассистента при кафедре физики в Военной медицинской академии. В 1886 году занял место препаратора при физической лаборатории Санкт-Петербургского университета. В 1887 году оставил службу в Военной медицинской академии и занял место ассистента при кафедре физики и метеорологии в Лесном институте, одновременно продолжая исполнять обязанности препаратора при кафедре физики в Санкт-Петербургском университете.
В 1887 году Русским физико-химическим обществом был командирован для наблюдения полного солнечного затмения 7 августа 1887 года в Красноярск. Совместно с профессором физики Лесного института Д. А. Лачиновым создал метеорологическую обсерваторию в этом институте. Летом 1895 года установил в обсерватории прибор, созданный его другом А. С. Поповым, и участвовал в опытах с этим прибором, позднее названным грозоотметчиком. После смерти Лачинова в 1903 году был избран исполняющим должность экстраординарного профессора физики и метеорологии в Лесном институте.
Г. А. Любославский — автор ряда статей по метеорологии в Энциклопедическом словаре Брокгауза и Ефрона. Его учебник «Основания учения о погоде» (1912) был одним из лучших курсов метеорологии своего времени.
Любославский был деятельным участником Русского электротехнического общества. Вместе с Д. А. Лачиновым в 1880-е годы он стал одним из пионеров русской электротехники. Они занимались теоретическими и практическими вопросами новой тогда отрасли техники и написали ряд работ в этой области.

## Труды
- Основания учения о погоде : Курс метеорологии, чит. в Лесном ин-те : Изд. для студентов. Вып. 1-2 / Г. Любославский. — Санкт-Петербург : Американская скоропечатня, 1903—1904.
- Еще о снежном покрове : Из наблюдений Метеорол. станции Лесн. ин-та в С.-Петербурге / [Г. Любославский]. — Санкт-Петербург : тип. Имп. Акад. наук, [1893].
- Наблюдения над удельным объемом снега : Зима 1892-93 г. / [Г. Любославский]. — Санкт-Петербург : тип. Имп. Акад. наук, [1894].
- Плавучий эвапорометр / [Г. Любославский]. — Санкт-Петербург : тип. Имп. Акад. наук, [1894].
- Актинометрические наблюдения прибором Виолля-Савельева : Инструкция для наблюдений, сост. по поруч. Метеорол. комис. Рус. геогр. о-ва / [Г. Любославский]. — [Санкт-Петербург] : тип. Имп. Акад. наук, [1902].
- Заметки по актинометрии : Из наблюдений Метеорол. обсерватории С.-Петерб. лесн. ин-та : С прил. Инструкции для актинометр. наблюдений прибором Виолля-Савельева / Г. Любославский. — Санкт-Петербург : тип. Акад. наук, 1902.
- Энергия оттепелей / [Г. Любославский] [Санкт-Петербург] : тип. Акад. наук, [1902].
- Дмитрий Александрович Лачинов : [Профессор физики в С.-Петерб. лесн. ин-те : Некролог] / [Г. Любославский]. — Санкт-Петербург : типо-лит. М. П. Фроловой, 1903.
- Лекции физики : Курс, чит. в Имп. Лесн. ин-те / Г. Любославский. — Санкт-Петербург : лит. Трофимова, 1904.
- Метеорология как наука, её задачи и методы / Г. А. Любославский, проф. Лесн. ин-та Санкт-Петербург : тип. И. Н. Скороходова, 1905.
- Влияние поверхностного покрова на температуру и обмен тепла в верхних слоях почвы : [Сообщ. в соедин. собр. Отд-ний физ. и мат. геогр. Р. геогр. о. 9 янв. 1909 г.] / Г. Любославский. — Санкт-Петербург : тип. М. П. Фроловой, 1909.
- Объяснительная записка к программам курсов физики и метеорологии / [Проф. Г. Любославский]. — Санкт-Петербург : типо-лит. М. П. Фроловой, [1910].
- Основания учения о погоде / Г. Любославский, проф. Лесн. ин-та. — Санкт-Петербург : тип. М. А. Александрова, 1912.
- Некоторые мысли и цифры относительно влияния леса на влажность воздуха / Проф. Г. А. Любославский. — Санкт-Петербург : тип. М. А. Александрова, 1915.
- Что такое облака? / Г. Любославский. — Петроград : тип. Мор. м-ва, 1916.